# روما اوپازیلا
روما اوپازیلا (به لاتین: Ruma Upazila) یک منطقهٔ مسکونی در بنگلادش است که در ناحیه بندربان واقع شده‌است. روما اوپازیلا ۴۹۲٫۱ کیلومتر مربع مساحت و ۱۹٬۰۰۱ نفر جمعیت دارد.